# Raymond Broudoux
Raymond Broudoux , né le 29 août 1904 à Oignies dans le Pas-de-Calais et mort au camp de concentration de Farge en Allemagne le 25 avril 1945, est un cheminot, homme politique et résistant français. Il vit à Somain, dans le Nord.

## Biographie
Raymond Broudoux naît le 29 août 1904 à Oignies dans le Pas-de-Calais, il est le fils de Louis Joseph Broudoux, mineur âgé de trente-quatre ans, et de Julie Beauduin, 27 ans, ménagère. Son frère Louis naît un an et demi plus tôt à Somain.
Il est embauché le 28 août 1926 comme ouvrier forgeron aux ateliers voitures et wagons de Somain. Il se marie le 7 janvier 1928 à Somain avec Hortense Duval, née le 22 novembre 1906 à Somain, de Louis Duval, employé des chemins de fer, et d'Augustine Gourmez, ménagère. Ils sont unis par Pierre Antoine Mercier, troisième adjoint de cette commune. Le couple vit à Somain et Raymond Broudoux y est conseiller municipal communiste. Il est le père de trois enfants et réside au 44 rue Jules-Ferry.
Sur ordre du préfet Carles, il est arrêté en même temps que son frère pour être « interné administratif, ». Son arrestation a lieu par la gendarmerie le 19 août 1941 en gare de Somain et envoyé à la prison de Douai,. Il est détenu à la citadelle de Huy en Belgique (matricule 967), puis il est envoyé avec Emmanuel Lerouge et Joseph Bouliez à la prison de Loos dans le but d'y être fusillé. Il est transféré successivement aux camps de Doullens, d'Écrouves puis de Voves . Le 10 mai 1944 il est envoyé à Compiègne et part le 21 du mois pour Neuengamme.
Il est ensuite déporté en Allemagne au camp de concentration de Farge. En janvier 1945, il est envoyé à Hambourg avec notamment son frère Louis et Paul Gambier afin d'y retirer les bombes non explosées et à retardement dans le but d'y construire ensuite des fortifications. Un bombardement le blesse grièvement et il meurt à l'infirmerie du camp quelques jours avant la Libération. Son frère meurt quelques mois plus tard. Raymond Broudoux porte la mention « mort pour la France ».
Il n'est pas inhumé au cimetière de Somain, la tombe de son frère, carré no 10, tombe no 21, fait office de cénotaphe ; la tombe voisine, carré no 10, tombe no 20, est celle de ses parents. Son nom apparaît sur le monument aux morts de Somain situé dans le cimetière communal et sur le monument aux morts de la gare. Il est cité à l'ordre de la division le 7 juillet 1947. Une rue porte son nom et celui de son frère à Somain, elle donne notamment sur la rue qui porte le nom d'André Denimal, et est proche des rues nommées en hommage à Emmanuel Lerouge et à Jules Caffart, ces personnes étant également mortes durant la Seconde Guerre mondiale. Par arrêté du 25 septembre 1987, il porte la mention « mort en déportation ».

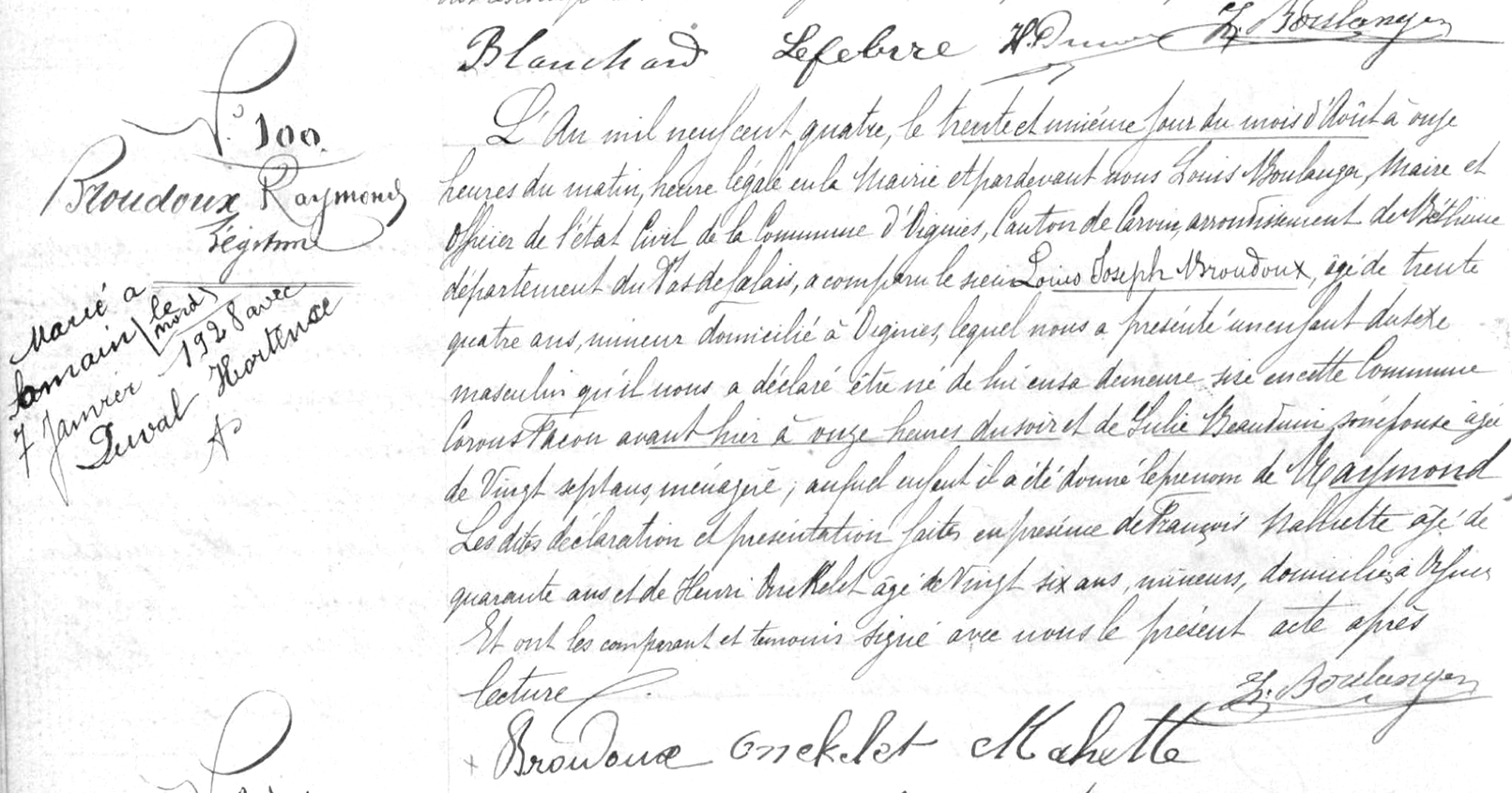
Acte de naissance, daté du 31 août 1904, à Oignies.
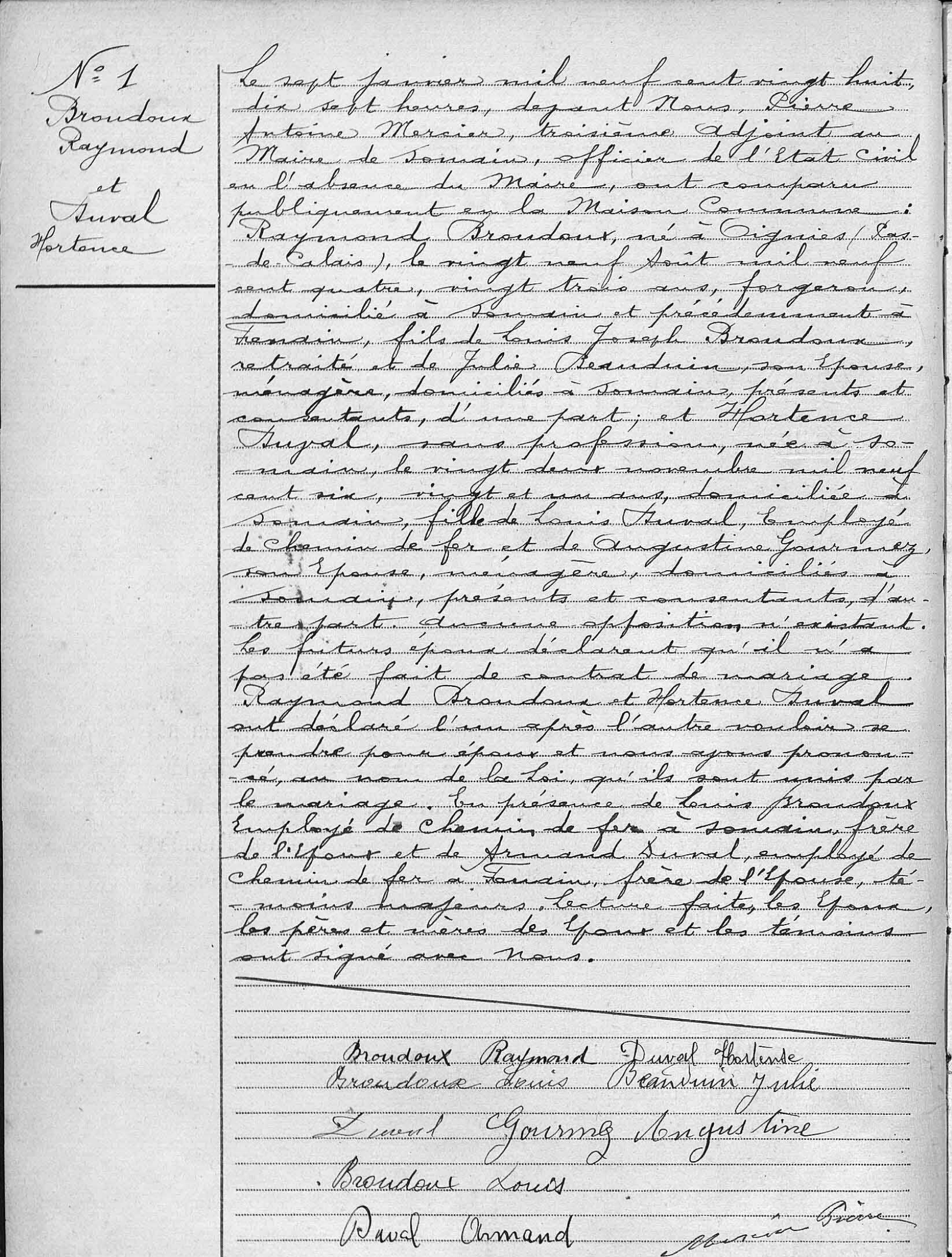
Acte de mariage, daté du 7 janvier 1928.
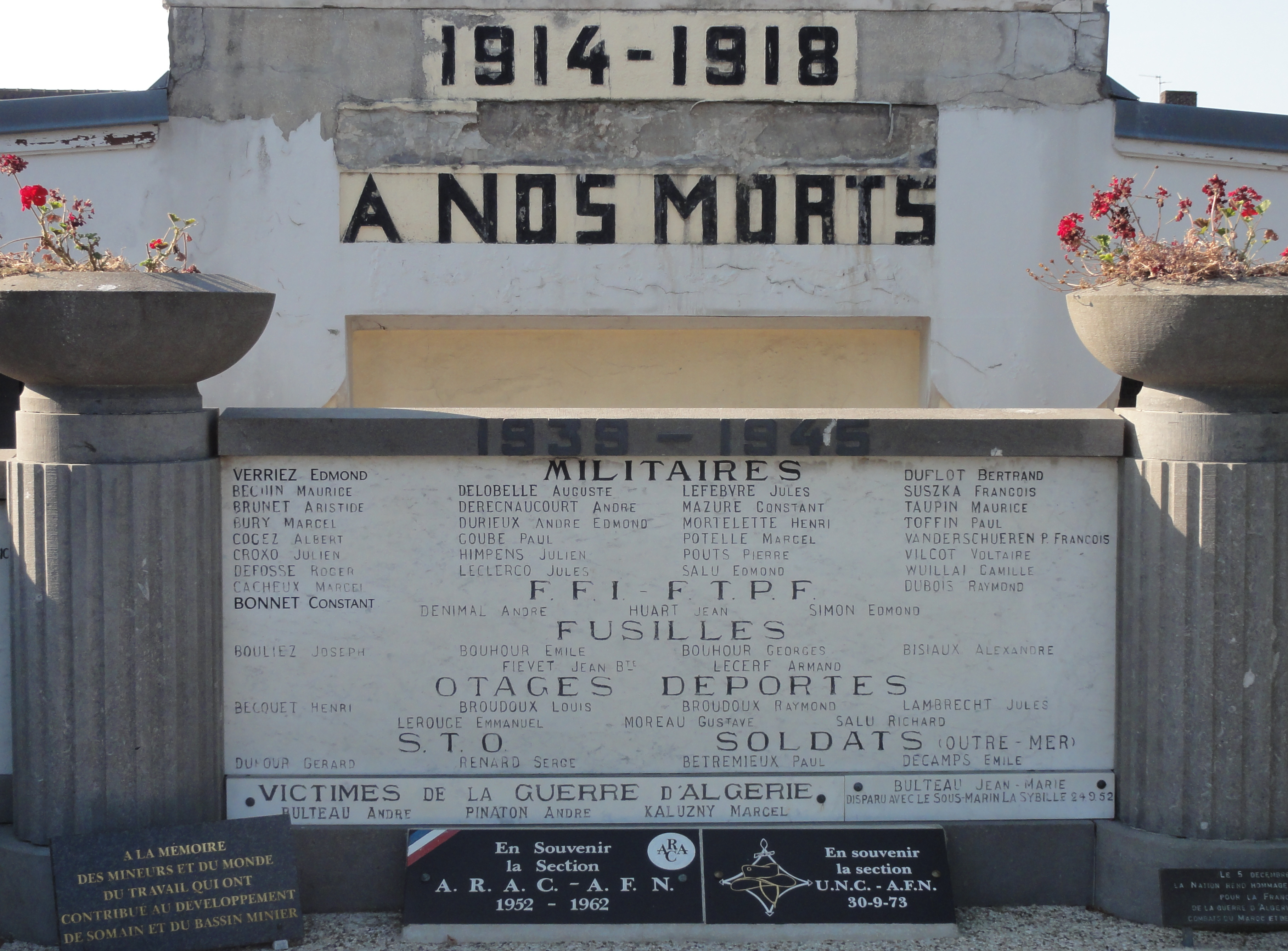
Raymond Broudoux est mentionné parmi les otages et les déportés sur le monument aux morts.
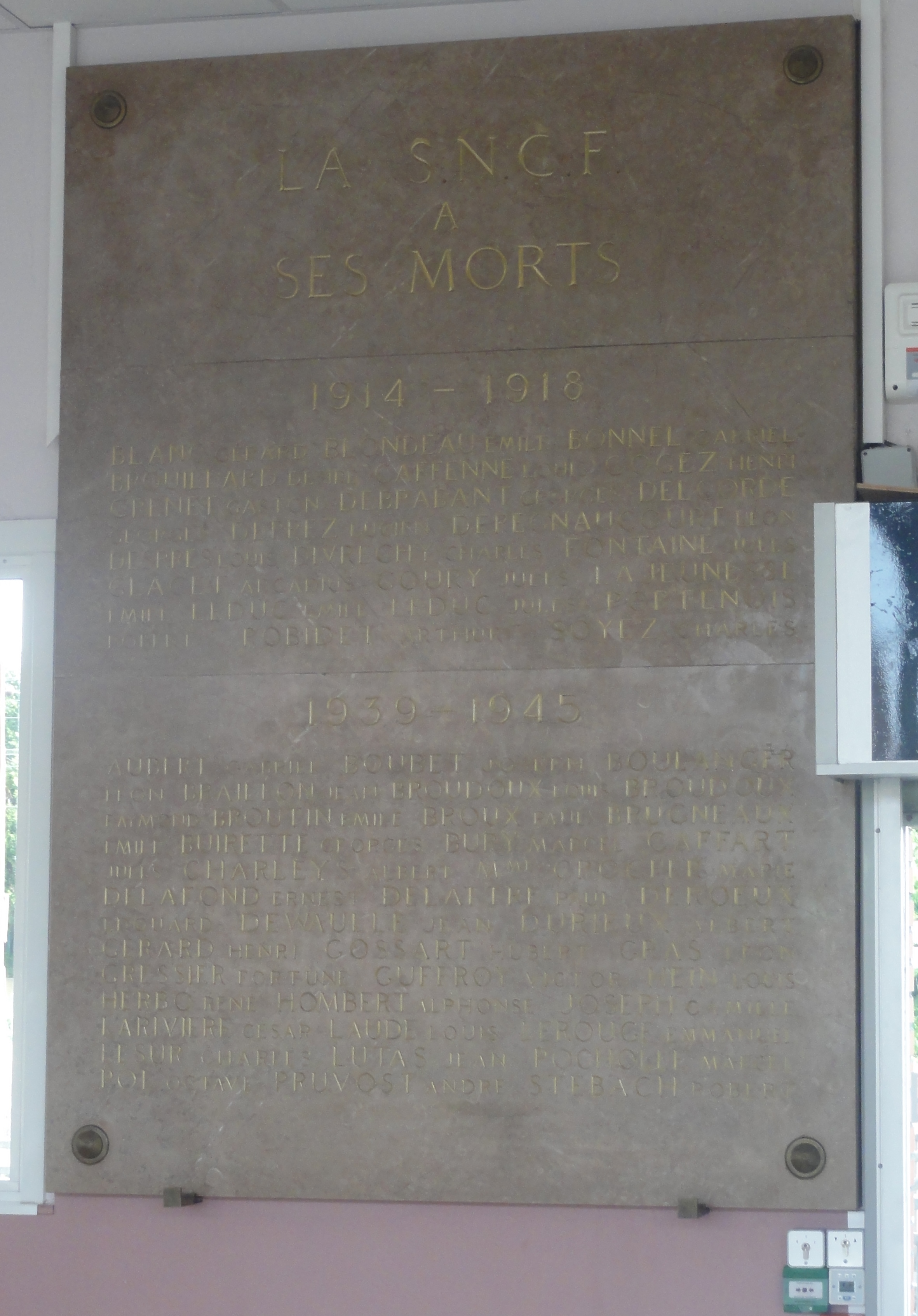
Monument aux morts de la gare de Somain.
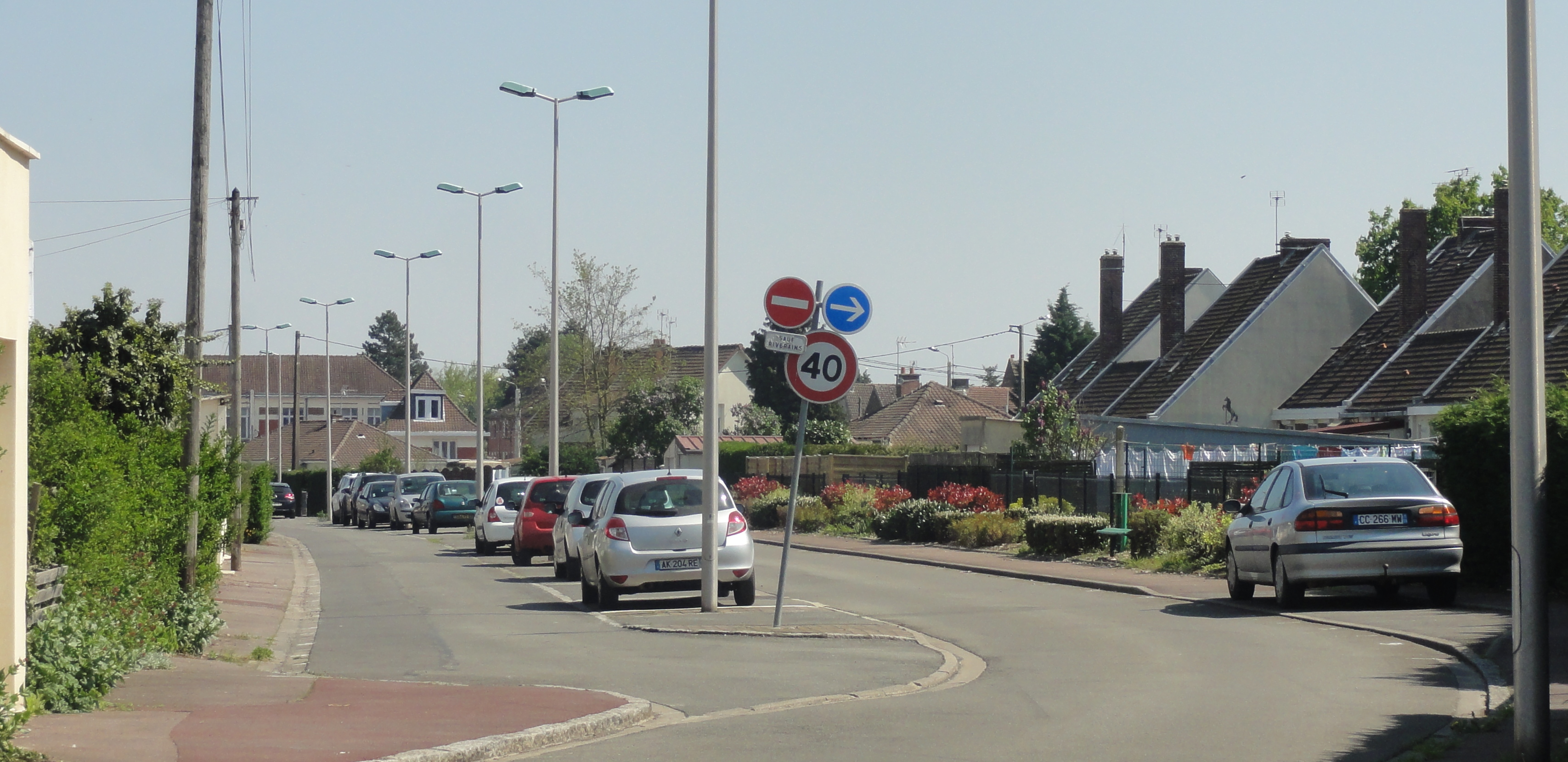
La rue des Frères-Louis-et-Raymond-Broudoux en avril 2019.
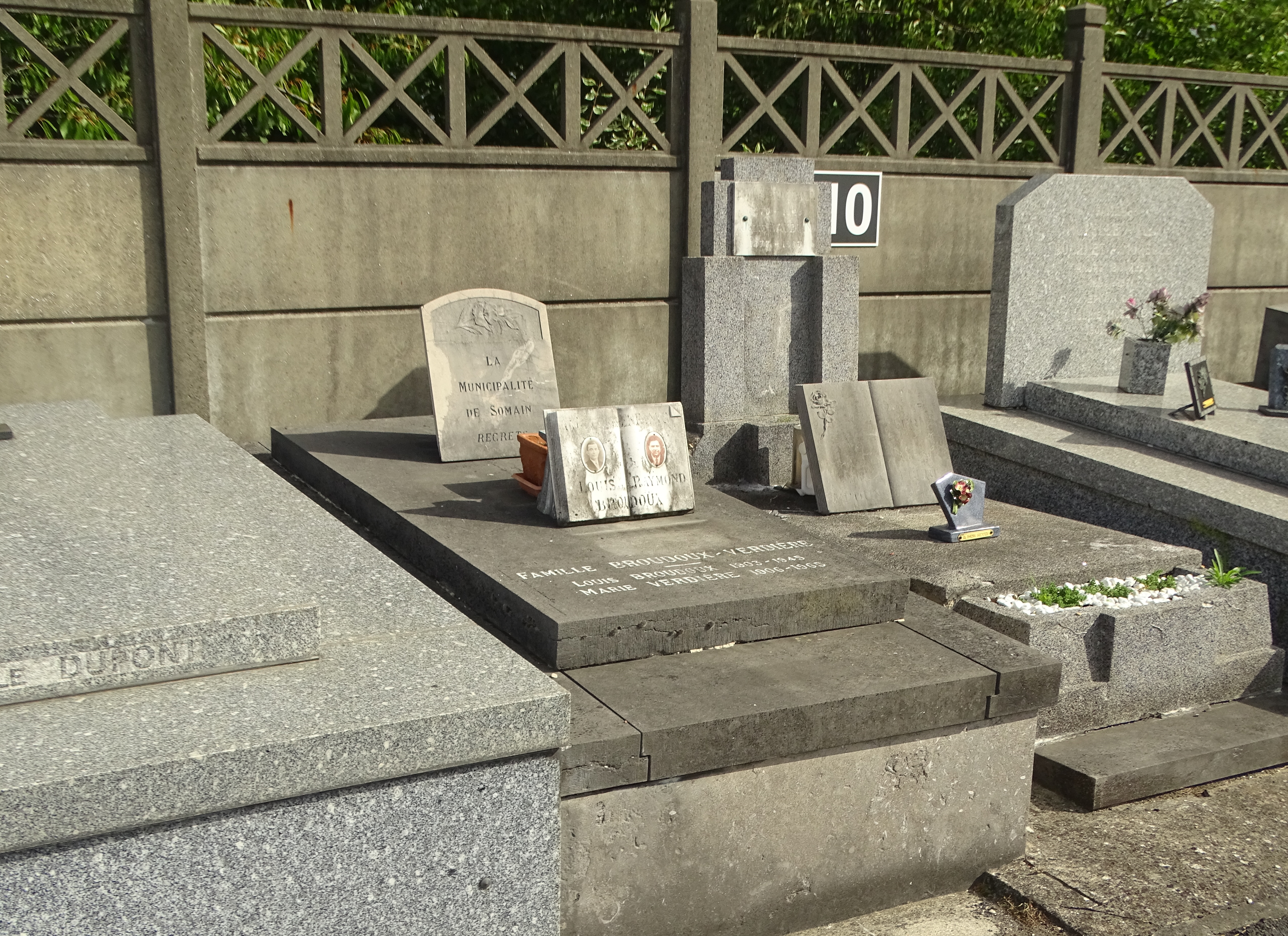
Cénotaphe à Raymond Broudoux au cimetière de Somain ; à droite, la tombe de ses parents.
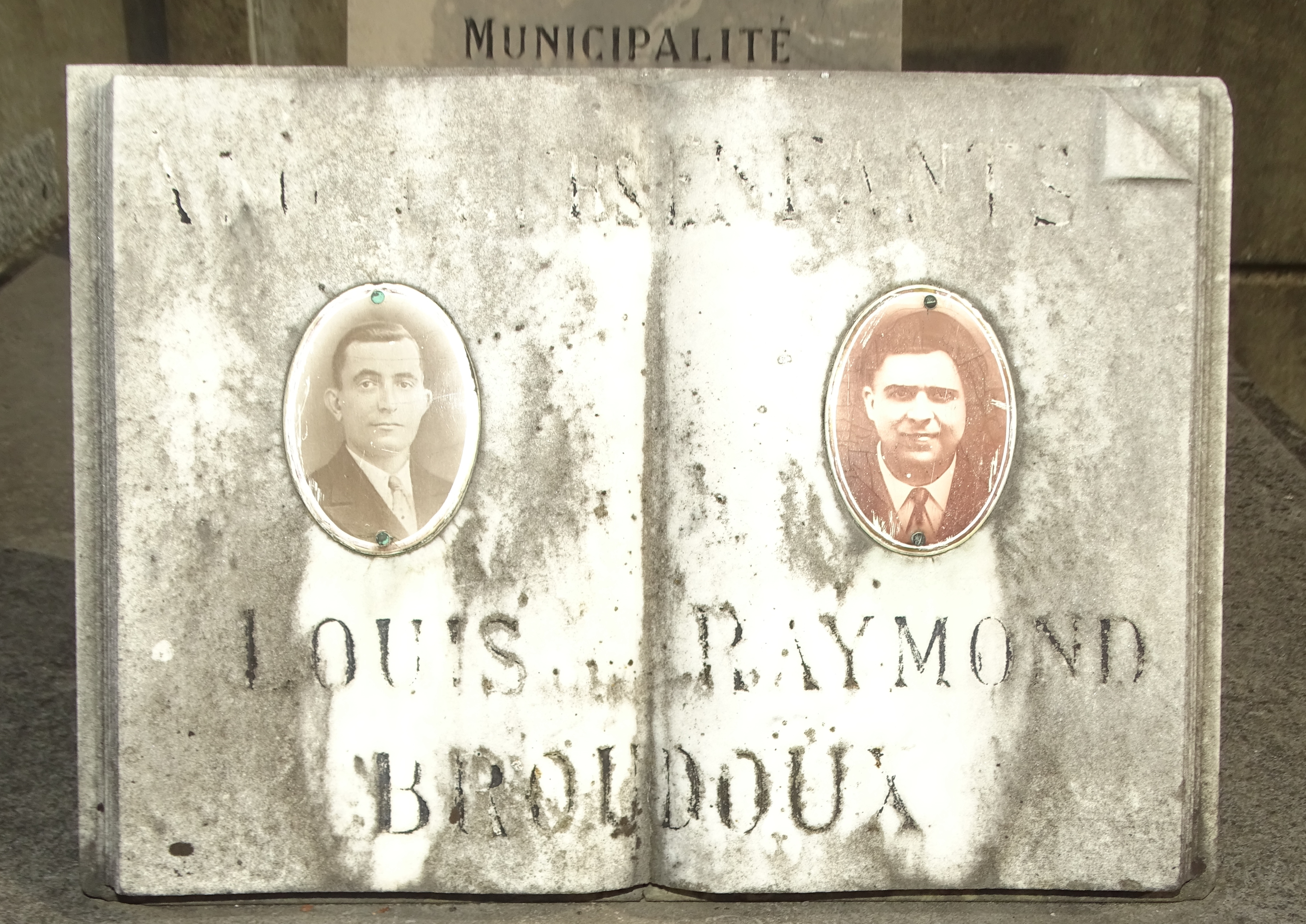
Détail de la plaque commémorative, en août 2020.